# Маскарада (филм)
„Маскарада” је југословенски ТВ филм из 1959. године. Режирао га је Радивоје Лола Ђукић који је написао и сценарио по делу Брандона Томаса

## Улоге
| Глумац                  | Улога |
| ----------------------- | ----- |
| Михајло Бата Паскаљевић |       |
| Миодраг Петровић Чкаља  |       |